# MIXUP
『MIXUP』（ミックスアップ）とは、2007年4月7日から2010年4月3日までTBSラジオで放送されていた音楽番組である。

## 概要
「音楽がもっともっともっと大好きになる番組」と銘打ち、J-POPを軸におき、タイアップ曲などに隠れてあまり注目されない曲をピックアップし、リスナーにフルコーラスで届ける番組。通常は録音放送だが、聴取率調査週間を中心として、番組全編を使い1アーティストを大特集する場合などは生放送も行われた。
中村貴子の音楽的趣味が色濃く反映された番組内容となっており、「日本のロック、ポップスをたっぷりオンエア」と銘打った通り、J-POPの中でもロック系が重視される傾向にあった。そのほかにも基本的にバンドやシンガーソングライターが多く、作詞作曲を行わない歌手やアイドル系はあまり扱われなかった。番組イベント（後述）の参加アーティストもほとんどが、ライブで人気のロックバンドであった（AIRはソロユニット、黒沢健一はソロ）。サウンドステッカーでは、「midnight music program MIXUP with Takako Nakamura」とアナウンスされた。

## 出演者
- 中村貴子 （ラジオパーソナリティ）

## 放送時間
TBSラジオ
- 毎週土曜日 25:00 - 28:00（2007年4月7日 - 2008年3月29日、2009年10月10日 - 2010年4月3日）
- 毎週土曜日 26:00 - 28:00（2008年4月5日 - 2009年10月3日）

その他ネット局
- 毎週土曜日 27:00 - 28:00

## テーマ曲
- 「Sky!Sky!Sky! '07 ver.」（DEPAPEPE）

## ネット局
- 青森放送
- 秋田放送
- ラジオ福島
- 北日本放送
- 北陸放送
- 山陽放送
- 中国放送
- 琉球放送

### 過去のネット局
- 東北放送 - 2008年3月29日放送分をもって打ち切り、別番組差し替え。
- 新潟放送 - 2009年3月28日放送分で打ち切り、名目上放送休止。番組表の上では「深夜音楽」とされるフィラー音楽放送となる。
- 静岡放送 - 2008年3月29日放送分をもって一旦打ち切り、2008年10月4日に再開し2009年4月4日放送分をもって再度打ち切り、設備点検のための停波を伴う放送休止。
- 宮崎放送 - 2009年9月26日放送分で打ち切り、『角田龍平のオールナイトニッポンR』のネットに変更。

## コーナー
MIXUP ARTIST
毎週、週替わりでアーティストをスタジオゲストに迎える。
MIXUP○○
1つのキーワードを元に選曲するコーナー。季節により変更されるテーマが、コーナー名に挿入される。

## フロート番組
フロート番組を内包する（TBSラジオローカル）。
- 坂本真綾 地図と手紙と恋のうた（2007年4月7日 - 2009年3月28日）
  - 坂本真綾（声優、歌手）
- 瓜生明希葉 a piece of laughing（2009年4月4日 - ）
  - 瓜生明希葉

## イベント
番組発のライブイベントとして、対バンコンサート「MIXUP+〜TUWEEN the RADIO〜（ミックスアップラス チュイ〜ン ザ レディオ）」を合計4回開催した。イベント名にある「TUWEEN」とは、ラジオの「チューニング」と音の響きによる造語で、「チュイ〜ン」と読ませた。
ライブハウスでのオールスタンディングであり、出演アーティストは、過去番組にゲストで登場した中から、毎回それぞれ異なる4組が選ばれた。
TBSラジオ主催 スペシャルLIVE MIXUP+〜TUWEEN the RADIO〜vol.1
2008年1月25日（金）品川ステラボール
出演：the pillows、トライセラトップス、UNDER THE COUNTER、AIR
TBSラジオ主催 SPECIAL LIVE MIXUP+〜TUWEEN the RADIO〜vol.2
2009年2月8日（日）恵比寿リキッドルーム
出演：The Collectors、椿屋四重奏、アンダーグラフ、シュノーケル
TBSラジオ主催 SPECIAL LIVE MIXUP+〜TUWEEN the RADIO〜vol.3
2009年7月24日（金）恵比寿リキッドルーム
出演：怒髪天、monobright、セカイイチ、黒沢健一（当日の登場順：黒沢健一→セカイイチ→monobright→怒髪天）
（当初はGO!GO!7188が出演予定だったが、メンバーのノマアキコの目の急病によりキャンセルとなり、急遽、黒沢健一に代替となる。チケットの払い戻しも行われた。）
TBSラジオ主催 SPECIAL LIVE MIXUP+〜TUWEEN the RADIO〜vol.4
2010年3月14日（日）恵比寿リキッドルーム
出演：おとぎ話、UNCHAIN、lego big morl、SxOxU